# Michael Beringer
Michael Beringer (* 29. September 1566 in Uhlbach; † 15. November 1625 in Tübingen) war ein deutscher Jurist (iuris utriusque doctor) und Philologe protestantischer Konfession.
Beringer entstammt einer weitverzweigten württembergischen Familie. Er war verheiratet mit Barbara Aychlin († 1631). Zunächst war er Präzeptor des Erbprinzen Johann Friedrich von Württemberg am Tübinger Collegium Illustre und Hofmeister, später Professor der hebräischen Sprache in Tübingen. In seiner Oratio de sancta lingua Hebraea (Tübingen 1599) steigerte er das Konzept der tres linguae sacrae, der drei heiligen Sprachen, durch die Behauptung, Hebräisch sei die älteste Sprache von Adam und Eva gewesen und von Gott gesprochen worden, der den künftigen Messias in dieser Sprache schicken werde; daher sei das Studium des Hebräischen auch ein wichtiges Instrument der Konversion von Juden.

## Schriften
- Epitome rhetorica ad eloqventiae stvdivm. 1596.
- Kurtzer vnd nohtwendiger bericht vom heyligen abendmal in frag vnd antwort. 1597.
- Disputatio xv de crimine falsi. Gruppenbach, Tübingen, 1598.
- Oratio de sancta lingua hebraea in d. basilii die qvi fvit xxiii ivnii anno christi 1599. Tübingen 1599, online im DFG-Viewer.
- Euphemiai ad illustrissimi principis ac domini domini augusti comitis palatini ducis bavariae praeceptorem fidelissimum d. m. casparum heuchelium. 1599.
- Disputatio vii de servitvtibvs vrbanorvm & rusticorum praediorum. Gruppenbach, Tübingen, 1599.
- Disputatio xvii de modis amittendi fevdvm. Gruppenbach, Tübingen, 1600.
- Disputatio selectarum iuris controversi conclusionum. [Praes.:] Johann Harpprecht. [Resp.:] Michael Beringer. Tübingen, 1600.
- De nuptiis. Diss. Tübingen, 1601.
- De tutelis. Diss. Tübingen, 1602.
- Grammaticae hebraicae praecepta, ex tabulis... Georgii Weiganmerii, ... in quaestiones et responsiones, quae ... omnia ad hebraeae linguae notitiam comparandam scitu maxime necessaria comprehendunt, resoluta per Michaelem Beringerum. Erh. Cellius, Tübingen, 1602.
- Rettung der teutschen biblischen Dolmetschung Dr. Mart. Luther's wider die offenbare unverschampte Unwahrheit des Melch. Zanger, gewesenen Probst zu Ehingen. Tübingen, 1613.